# Läxhjälp
Läxhjälp innebär en hjälp till elever att göra sin läxa. Läxhjälp kan anlitas på bekostnad av elevernas vårdnadshavare. Det kan även förekomma läxhjälp i exempelvis skolor, på bibliotek och inom hjälporganisationer.
Under 1800-talet har det definierats som "privatundervisning åt lärjunge i skola, omfattande handledning vid inlärandet av hemläxorna".

## Sverige
Från den 1 januari 2013 kunde man göra RUT-avdrag för anställd läxhjälp, som en underkategori till barnpassning. Efter förslag från regeringen Reinfeldt klubbades det med hjälp av Sverigedemokraterna. Redan tidigare var det avdragsgillt med läxhjälp som en form av barnpassning för barn som ännu inte uppnått gymnasieålder. Arbetet behövde vara utfört i barnets bostad och det var endast den som var förälder eller vårdnadshavare till barnet som kunde göra RUT-avdrag. Den 1 augusti 2015 avskaffades det specifika RUT-avdraget för läxhjälp. Efter det har det fortsatt varit möjligt att få RUT-avdrag för barnpassning, men under särskilda bestämmelser. För fullt RUT-avdrag får högst 10 procent av barnpassningen utgöras av läxhjälp. Om hela barnpassningen utgörs av läxhjälp går det inte att göra avdrag.
År 2016 blev det möjligt för grundskolornas huvudmän att ansöka om statsstöd för att kunna ge eleverna gratis läxhjälp utanför skoltid. Regeringsbeslutet innebar dock inte att det blev obligatoriskt för skolorna att erbjuda läxhjälp.